# Chitterne
Chitterne est un village et une paroisse civile du Wiltshire, en Angleterre. Il est situé à une douzaine de kilomètres à l'est de la ville de Warminster, à la limite sud de la zone d'entraînement militaire de la plaine de Salisbury. Au moment du recensement de 2011, il comptait 307 habitants.